# نبرد زرگان
نبرد زرگان در دسامبر ۱۷۲۹ میلادی بین نیروهای نادر و اشرف افغان در ۳۰ کیلومتری شمال شیراز در زرگان به وقوع پیوست. در این نبرد سپاه اشرف به سختی شکست خورد و او به سمت فسا عقب نشست اما نادر در نزدیکی پل فسا به او تاخت و نیروهای اشرف را که تعداد آن‌ها تقریباً به ۵٬۰۰۰ تن می‌رسیدند، تار و مار کرد.

## پیش‌زمینه
نادر پس از توقف ۴۰ روزه در اصفهان در روز ۳ جمادی‌الثانی (۲۴ دسامبر) به سمت شیراز پیشروی خود را آغاز کرد. با نامساعد شدن شرایط جوی، نادر سپاه خود را به سه ستون تقسیم کرد یک ستون از راه ابرقو و پاسارگاد، ستون دوم از جادهٔ معمولی به آباده و ستون سوم از بیراهه به سمت شیراز، حرکت کردند و با اطلاع از حضور اشرف در جلگه زرگان همراه با همهٔ سه ستون ارتش خود به سمت آنجا حرکت نمود و  در روز دهم ماه به آنجا رسید.

## نبرد زرگان
با رسیدن سپاه نادر به زرگان، هوتکی‌ها با تمام قوا و به سرعت به سپاه او حمله کردند و فرصت آرایش سپاه را به نادر ندادند. جنگ سختی بین دو سپاه روی داد و نهایتاً در هنگامهٔ غروب، گروهی از هوتکی‌ها فرار را آغاز کردند. سرانجام هنگ‌های پیادهٔ اشرف نیز عقب نشستند. اشرف نیز همراه با سواران گارد خود به سمت فسا عقب‌نشینی کرد.